# Pratteln
Pratteln is een gemeente en plaats in het Zwitserse kanton Basel-Landschaft, en maakt deel uit van het district Liestal.
Pratteln telt 15.323 inwoners.

## Geboren
- Werner Pfirter (1947-1973), motorcoureur
- Eva Herzog (1961), politica